# 1930年ドイツ国会選挙
1930年9月14日のドイツ国会選挙（独：Reichstagswahl vom 14. September 1930）は、1930年9月14日に行われたドイツの国会（Reichstag、ライヒスターク）の選挙である。国民社会主義ドイツ労働者党（NSDAP, ナチ党）が第2党に躍進した選挙。

## 解散の経緯
ハインリヒ・ブリューニング首相が1930年7月16日に出した人頭税を盛り込んだ財政改革案は批判を高め、ドイツ社会民主党(SPD)・ドイツ国家人民党(DNVP)・ドイツ共産党(KPD)・国民社会主義ドイツ労働者党(NSDAP)など広範な政党の反対を受けて国会で否決された。ブリューニングはパウル・フォン・ヒンデンブルク大統領に大統領緊急令を出させて国会を無視して同法を強制的に公布、国会に立脚しない「大統領内閣」へのルビコンを渡った。これに対抗して社民党は7月18日に緊急令廃止動議を国会に提出して可決させたが、ブリューニングは同日のうちに大統領国会解散命令によって国会を解散した。

## 選挙戦
緊急令廃止動議の投票の際、国家人民党内の親政府派のクーノ・フォン・ヴェスタープ伯爵とゴットフリート・トレヴィラーヌスらのグループが党首アルフレート・フーゲンベルクに造反して反対票を投じており、これにより同党の分裂が決定的となり、およそ半数の議員が離党して1930年7月23日に保守人民党 (KVP)を結成した。この党はブリューニング首相から未来の与党と期待されて支援を受けた。また国家人民党支持層のうち一定がキリスト教国家農民及び農村住民党(CNBL)や1929年結成のキリスト教社会人民奉仕(CSVD)など保守的小政党群に流れた。
それ以上に深刻なのはリベラルや中道勢力であり、彼らの退潮は明白だった。選挙を前に中道政党を一本化する機運が高まり、ドイツ民主党(DDP)党首エーリヒ・コッホ＝ヴェーザーは、ドイツ人民党(DVP)の党首エルンスト・ショルツと党を合同する交渉を重ねたが、合意に至らなかった。しかし民主党は青年ドイツ騎士団とは合併交渉をまとめ、ドイツ国家党(DStP)と改称して選挙に臨むことになった。
ナチ党は突撃隊の内紛を抱えていた時期であり、8月1日には突撃隊総司令官フランツ・プフェファー・フォン・ザロモンが突撃隊員を国会議員候補者名簿に加えるよう要求するもアドルフ・ヒトラーが拒絶し、ザロモンが辞職した。8月27日にはベルリン突撃隊のヴァルター・シュテンネスらがベルリン大管区指導者ヨーゼフ・ゲッベルスに対して反乱を起こした。ゲッベルスは親衛隊を導入して反乱を鎮圧しようとしたが、失敗。9月1日にはヒトラーが自らベルリンを訪れてシュテンネスと会見し、選挙前に騒動を起こすのをやめるよう直接説得してひとまず混乱を抑えた。
しかしナチ党は有利な選挙戦を展開した。まず1929年以降に党員が急増していたことがある。彼らは経済的苦境に置かれている階層が多かったにもかかわらず献身的にナチ党のために物質的犠牲を払ったので党の財政は拡大していた。またナチ党は他党と比べて宣伝戦が宣伝全国指導部のもとに中央集権化されている党だった点でも有利だった。同党宣伝全国指導者ヨーゼフ・ゲッベルスが全国の選挙戦の指揮を執ったが、彼は他党の何倍にもあたる数の党集会を組織することを心掛けた。野外演奏会や突撃隊の行進、共同の協会詣、手紙作戦、パンフレット配布などを行って人々の関心を引き付けた。またこれまで一般的でなかった政治宣伝映画に目を付け、アメリカの20世紀フォックス社の技術提供を受けて、当時のドイツの技術力では困難だった野外でのサウンド映画を可能にして政治宣伝映画を盛んに放映した。宣伝内容もヤング案反対や公的生活に特殊利害が蔓延してることへの批判など全国民から幅広く共感を得やすい問題を一点集中で取り扱うようにし、意見が分かれる反ユダヤ主義宣伝は「ユダヤ人の経済支配」を批判する訴えにとどめた。
社会では世界恐慌による不況で「資本主義の失敗」が叫ばれており、こうした盲目的な反資本主義思想は国家主義や反ユダヤ主義と結びつきやすく、これがナチ党の「民族共同体」のスローガンに大きな魅力を与えることになった。特に若年層がナチ党や共産党など急進的反対党を支持し、一方社民党やブルジョワ諸政党は高齢化が深刻化していた。
また豊かでない農村地域では急進的反対派が形成され、国家人民党の農業を基盤とする有権者層解体とナチ党の農業組織の進出が起こった。

## 選挙結果
9月14日に選挙がおこなわれた。選挙の結果、ナチ党が得票率18.3%を獲得し、改選前12議席から107議席へ大躍進して社民党に次ぐ第2党になった。ブリューニングが所属する中央党は68議席にとどまった。国家党と改名していた旧民主党は合併効果を得られず20議席に留まった（しかも選挙後に分裂して離党議員が出た）。人民党も大きく後退し、三分の一の議席を失って30議席となった。党が分裂状態になって議員の半数が離党していた国家人民党は改選前に比べると大幅に減る形となったものの、改選前の半数は超える41議席で踏みとどまった。一方ドイツ中産階級帝国党やキリスト教国家農民及び農村住民党など実利政党は全体で14%の得票を占めており、とりあえず注目すべき成果を残した。
左翼政党では社民党は得票を落として10議席減らして143議席に留まった。一方共産党は得票率を増加させ、23議席上積みして77議席となった。社民党の喪失得票は共産党が吸ったと考えられている。
この背景は世界恐慌による不況で国民が急激な変化を求めており、左右両極が伸びやすい状態になっていたことがある。共産党よりもナチ党が顕著に躍進したのは、共産党のように不況の罪を抽象的に「資本主義」に帰するより、ナチ党のようにヴェルサイユ条約やヤング案（アメリカ合衆国が提案したドイツ賠償方式）等具体的な物に求める方が国民に理解しやすかった点が指摘されている。
ブリューニングが将来の与党として期待を寄せていた保守人民党は全面的に敗北し、わずか4議席しか取れなかった。彼らは大統領府強化のために働いたのに選挙戦中ヒンデンブルクが彼らのために指一本動かそうとしなかったことが大きかった。

## 選挙後

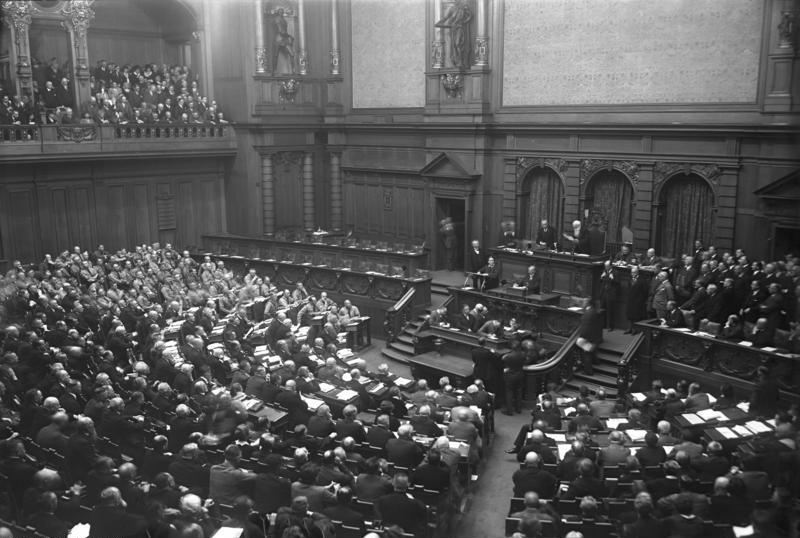
1930年10月13日、改選後の国会
_{議場左側を制服姿のナチ党議員が占めている}

1930年10月14日に国会が召集されると国会議事堂前で突撃隊員たちがデモを行ったが、立ち入り禁止区域に入って警官隊に追い払われたことで、街頭へ流れ出てそこでユダヤ人商店街を襲撃する事件を起こした。国会内でもナチ党議員団は当時プロイセンで禁止されていた突撃隊の制服を着用して出席したり、事あるごとに不信任案を提出したり、議事妨害を図ったり、ヤジを飛ばしたり、傍若無人な振る舞いが目立ったため、国家人民党と共産党を除く議会主義政党は議会政治防衛のための結束力を高め、ブリューニングの権勢は一時的に強化された。社民党も「経済及び財政安定のための」大統領緊急令が出た時には事後承認するようになり、先の財政案を一層強化した1931年予算案も賛成した。議会政治そのものを否定する勢力を抑え込むために社民党としてはブリューニングに「寛容」路線をとるしかなくなった。

## 各党の得票と獲得議席
- 選挙制度は比例代表制。選挙権は20歳以上の男女。
- 投票率は81.95%（前回選挙より6.35%上昇）

各選挙区の最多得票政党とその得票率

|                                         |                                     |                                     |                                     |                                     |                                     |
| 党名                                    | 得票                                | 得票率 (前回比)                     | 得票率 (前回比)                     | 議席数 (前回比)                     | 議席数 (前回比)                     |
| ドイツ社会民主党 (SPD)                  | 8,575,244票                         | 24.53%                              | -5.23%                              | 143議席                             | -10                                 |
| 国民社会主義ドイツ労働者党 (NSDAP)      | 6,379,672票                         | 18.25%                              | +15.65%                             | 107議席                             | +95                                 |
| ドイツ共産党 (KPD)                      | 4,590,160票                         | 13.13%                              | +2.53%                              | 77議席                              | +23                                 |
| 中央党 (Zentrum)                        | 4,127,000票                         | 11.81%                              | -0.29%                              | 68議席                              | +7                                  |
| ドイツ国家人民党 (DNVP)                 | 2,457,686票                         | 7.03%                               | -7.17%                              | 41議席                              | -32                                 |
| ドイツ人民党 (DVP)                      | 1,577,365票                         | 4.51%                               | -4.19%                              | 30議席                              | -15                                 |
| ドイツ中産階級帝国党 ("WP")             | 1,361,762票                         | 3.90%                               | -0.60%                              | 23議席                              | +/-0                                |
| ドイツ国家党 (DStP)                     | 1,322,034票                         | 3.78%                               | -1.02%                              | 20議席                              | -5                                  |
| キリスト教国家農民及び農村住民党 (CNBL) | 1,108,043票                         | 3.17%                               | +1.27%                              | 19議席                              | +10                                 |
| バイエルン人民党 (BVP)                  | 1,058,637票                         | 3.03%                               | -0.04%                              | 19議席                              | +2                                  |
| キリスト教社会人民奉仕 (CSVD)           | 868,269票                           | 2.48%                               | New                                 | 14議席                              | New                                 |
| ドイツ農民党 (DBP)                      | 339,434票                           | 0.97%                               | -0.63%                              | 6議席                               | -2                                  |
| 保守人民党 (KVP)                        | 290,579票                           | 0.83%                               | New                                 | 4議席                               | New                                 |
| 公民権及びデフレのための帝国党          | 271,291票                           | 0.78%                               | -0.79%                              | 0議席                               | -2                                  |
| 全国農村同盟                            | 193,926票                           | 0.55%                               | -0.10%                              | 3議席                               | +/- 0                               |
| ドイツ＝ハノーファー党 (DHP)            | 144,286票                           | 0.41%                               | -0.23%                              | 3議席                               | -1                                  |
| その他諸派                              | 291,083票                           | 0.83%                               |                                     | 0議席                               |                                     |
| 有効投票総数                            | 34,956,471票                        | 100%                                |                                     | 577議席                             | +86                                 |
| 無効票                                  | 268,028票                           |                                     |                                     |                                     |                                     |
| 投票有権者/全有権者数（投票率）         | 35,224,499人/42,982,912人（81.95%） | 35,224,499人/42,982,912人（81.95%） | 35,224,499人/42,982,912人（81.95%） | 35,224,499人/42,982,912人（81.95%） | 35,224,499人/42,982,912人（81.95%） |
| 出典：Gonschior.de                      |                                     |                                     |                                     |                                     |                                     |

## この選挙で初当選した著名議員
- グスタフ・ジーモン（ナチ党所属。コブレンツ・トーリア大管区指導者）
- クルト・シューマッハー（社民党所属。後に西ドイツの社民党の党首となった）
- ヨーゼフ・ディートリヒ（ナチ党所属。後に第1SS装甲師団「ライプシュタンダルテ・アドルフ・ヒトラー」師団長となる）
- ハインリヒ・ヒムラー（ナチ党所属。親衛隊の長官。後にドイツ内相）
- ヨーゼフ・ビュルケル（ナチ党所属。ヴェストマルク大管区指導者）
- ベルンハルト・ルスト（ナチ党所属。後のヒトラー内閣文科相。）
- アルフレート・ローゼンベルク（ナチ党所属。後の東部占領地域担当大臣）
- アルフレート・マイヤー（ナチ党所属。北ヴェストファーレン大管区指導者）